# Богдани (рід)
Богдани (рум. Bogdăneștii) — родина семигородських воєвод східного обряду, з якої походить засновник Молдавського князівства Богдан І, а пізніше — рід, з якого утворилася правляча молдавська династія Мушатів.Прабатьком роду був Іоанн, тому за стародавньою родовою традицією поминання предка, яка збереглася і до нині в Західній Україні, всі Молдавські господарі цього роду (який звався в Молдавії — Мушати, що переводиться на українську як «красивий») писали/носили приставку Іо, як згадку про своє походження від Іоанна. На надгробній плиті Богдана I Засновника написано давньоукраїнською мовою: «Благочестивый господарь Земли Молдавской Ио Стефан воевода, сын Богдана воевода, украси гроб се своему прадеду, старому Богдану воеводе в лето 6988 (1480) месеца января 27».

## Етимологія
«Богдан» — це давньоукраїнське ім'я, що означає «Дар Божий», «Богом даний».

## Члени роду
Членами династії Богданів є:
- Богдан І
- Петру I
- Роман I
- Лацько
- Мушата (за шлюбом)
- Кость (воєвода)
- Стефан III (Штефан чел Маре — національний герой Молдавії)

## Цікаві факти
- Назва «Богдан» вживалася як паралельна назва Молдавського князівства у османському документообігу.
- В могилі Богдана I (церква Св. Миколая, Редеуць. Румунія) на фаланзі пальця її ктитора археологи знайшли золотий перстень вагою 24,73 г з надписом арабською мовою «Богдан Аллах», що переводиться як «Емір Богдан».
- Існує гіпотеза, що Богдан Хмельницький походив із одного з відгалужень роду Богданів.